# Mychajlo Drahomanow

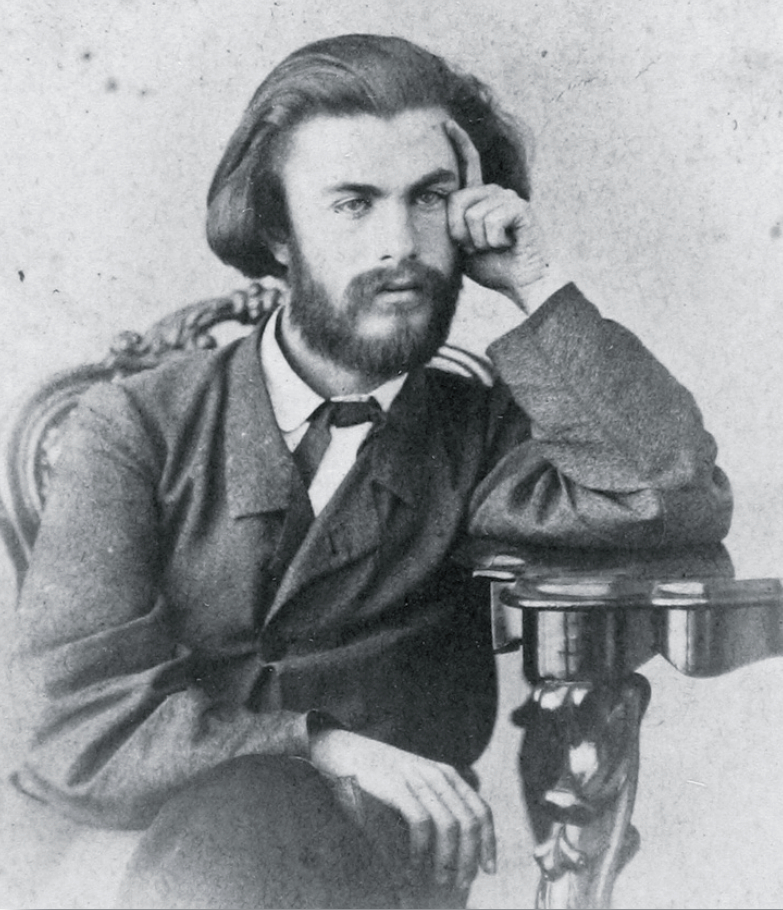
Michajlo Dragomanow

Mychajlo Petrowytsch Drahomanow (ukrainisch Михайло Петрович Драгоманов, russisch Михаил Петрович Драгоманов Michail Petrowitsch Dragomanow, auch Michel Dragomanow; * 6. September 1841 in Hadjatsch, Gouvernement Poltawa, Russisches Kaiserreich; † 5. Juni 1895 in Sofia, Fürstentum Bulgarien) war ein ukrainischer Historiker und politischer Denker.

## Leben
Mychajlo Drahomanow wurde als Sohn von Petro Drahomanow und Jelysaweta Drahomanowa (Єлизавета Драгоманова), geborene Zjazka (Цяцька; 1821–1895) in eine Adelsfamilie kosakischer Abstammung geboren. Die Familie Drahomanov lebte auf einem großen Anwesen auf dem Gipfel eines Berges in der Stadt Gadyach. Er besuchte zwischen 1849 und 1853 die Schule in Hadjatsch und von 1853 bis 1859 das Gymnasium in Poltawa. Danach studierte er bis 1863 an der St.-Wladimir-Universität in Kiew. Von 1864 an war er als privater Assistenzprofessor und ab 1873 als Assistenzprofessor für alte Geschichte an der Kiewer Universität tätig. Da er sich an der Geheimorganisation Hromada, die ukrainische Belange vertrat, beteiligt hatte, wurde er 1875, als „gefährlicher und radikaler Separatist“ auf persönlichen Befehl von Kaiser Alexander II. zum Rücktritt von seinem Lehrstuhl gezwungen.
Von 1876 bis 1889 lebte er in Genf, Rue Dancet 14 und gab die Imprimerie Ukrainienne heraus.
1888 wurde er Professor der Geschichte an der Universität Sofia.
Er starb 53-jährig in Sofia und wurde dort auf dem Sofioter Zentralfriedhof bestattet.

## Werk
Er verfasste 69 Publikationen, davon 31 auf Ukrainisch, eine Sprache, die im Russischen Kaiserreich mit dem Emser Erlass ab 1876 einem Druckverbot unterlag. Neben eigenen Abhandlungen und seiner Rundschau Hromada veröffentlichte er verbotene Werke der ukrainischen und russischen Literatur, unter anderem von Taras Schewtschenko und Alexander Herzen.
Drahomanow gilt als Kosmopolit und Sozialist gemäßigt anarchistischer Richtung. Er wandte sich sowohl gegen den politischen Druck und Zentralismus der russischen Regierung als auch gegen den „Chauvinismus“ und „Machiavellismus“ der russischen Revolutionäre. Er erstrebte eine autonome Ukraine im Rahmen einer demokratischen russischen Föderation bzw. eines „freiwilligen Bundes“ nach Schweizer Vorbild.

## Ehrungen
Zwischen 1920 und 1932 trug die Universität Kiew und aktuell trägt die Nationale Pädagogische Universität M. P. Drahomanow seinen Namen.

## Familie
Sein Vater war der Dichter und Übersetzer Petro Drahomanow. Ein Onkel war der Dekabrist und Dichter Jakow Akimowitsch Dragomanow (Яків Акимович Драгоманов Jakiw Drahomanow, 1801–1840).
Seine Schwester, die Schriftstellerin Olena Ptschilka war u. a. die Mutter von Lessja Ukrajinka und Olha Kossatsch-Krywynjuk. Außerdem war er der Schwiegervater des ukrainischen Malers und Literaturkritikers Iwan Trusch und des bulgarischen Politikers, Literaturhistorikers und Folkloristen Iwan Schischmanow.